# 二次元へいきまっしょい
二次元へいきまっしょい（にじげんへいきまっしょい）は、2005年11月18日更新分から2007年9月2日更新分まで配信されているインターネット番組。通称「にじいき」。下記しているが2007年9月2日更新分をもって番組を終了している。

## 概要
まんだらけ協力の下、2005年11月18日より配信が開始。原則として、毎週土曜日午後9時より、まんだらけ本社内スタジオよりライブストリーミング放送。翌日曜夜に、podcastにて配信が行われる。
番組の内容としては、前半部では出演者達の近況（最近購入したグッズの紹介、はまっているゲーム、アニメ、漫画などの紹介）、中盤ではリスナーより寄せられたメールを読み上げる、後半部ではアニメ会のメンバーによる「毒ましまろ」、最後は告知コーナーという形式をとっている。
不定期にゲストも登場し、講談社のM氏や三才ブックスのS氏、漫画家のカラスヤサトシ、松山せいじ、小説家のあすか正太、水島精二監督、雑破業などが出演している。漫画、アニメの業界人にリスナーが多く、松山せいじは最終回に際してメールを投稿した程のファンで、水島精二監督も公開録音でのゲスト出演時に「ファン目線で作品の感想を語ってくれる貴重な番組」と評した。
2006年3月に2月より公募していたミキサーエンジニアが決定。音質の向上が計られる。
6月には、当番組より書籍「にじいき！二次元へいきまっしょい」が出版された。
7月にライブ放送が終了し、podcastのみの配信へと移行する。
年末に登録者数10万人を突破。現在、週に2000人のペースでリスナーが増えている模様。
2007年元旦に正月スペシャル放送が公開。
2006年末より、まんがライフMOMO（竹書房）にて『出張版 元祖にじいき流 萌え川柳』も連載中。

以前、リスナーの要望で、聞けなくなっていたバックナンバーが「コンテンツキャスト」で聞ける様になっていた｡
2007年7月29日、初の公開録音が行われる。
2007年9月2日の更新分をもって本田透が仕事の多忙さを理由の番組を卒降板するのに伴い、スタッフが「今後の番組継続が困難」と判断し、1年10ヶ月にわたり毎週更新されていた番組が終了となる事が8月31日、番組のブログにて公表された。

そのブログには、今とは違った形で再開する機会もあるかもしれないと書かれ、一旦は終了する事が公表されている。

また本田は、最終回での別取りコメントで「週刊連載（漫画原作）が開始されたりと今までよりも忙しくなった」と言う事を話している。
また、「週刊連載を甘く見ていた」とも話しており、週刊連載をこなしながら番組の収録に今まで通り行けるだろうと思っていた事が窺える。

また別取りコメントには、業務提携を行っているメディアクリップの蓮見社長も登場し、番組終了に至った経緯とリスナーへの感謝の言葉を述べている。
尚、アニメ会メンバーは、2008年2月25日より「アニメ会の『ヲタめし!』」を新たに開始している。

## 出演者

### レギュラー出演者
- 本田透
- 国井咲也（アニメ会）

（以上2人は、毎週出演）
- 三平×2（アニメ会）
- サンキュータツオ（アニメ会）
- 沖縄の比嘉（アニメ会）
- 亀子のぶお（アニメ会）

（以上4名は、週替りでいずれか1名が出演）